# Superpuchar Hiszpanii w piłce siatkowej mężczyzn (2004)
Superpuchar Hiszpanii w piłce siatkowej mężczyzn 2004 – siódma edycja rozgrywek o Superpuchar Hiszpanii rozegrana 12 października 2004 roku w Pabellón Municipal Rafael Florido w Almerii. W meczu o Superpuchar udział wzięły dwa kluby: mistrz Hiszpanii w sezonie 2003/2004 - Unicaja Almería oraz zdobywca Pucharu Hiszpanii 2004 - Arona Playa de Las Américas.
Po raz pierwszy zdobywcą Superpucharu Hiszpanii został klub Arona Playa de Las Américas.

## Drużyny uczestniczące
| Drużyna                     | Osiągnięcia w sezonie 2003/2004 |
| --------------------------- | ------------------------------- |
| Unicaja Almería             | mistrzostwo Hiszpanii           |
| Arona Playa de Las Américas | zdobycie Pucharu Hiszpanii      |

## Mecz
Wtorek, 12 października 2004 – 12:30 (UTC+2) • Pabellón Municipal Rafael Florido, Almería
Widzów: 1800
Czas trwania meczu: 125 minut
Sędziowie: Susana Maria Rodríguez Játiva i Luis Díez Peco
| Unicaja Almería    | 2:3                                        | Arona Playa de Las Américas |
| Péter Veres 25 pkt | (25:22, 17:25, 21:25, 25:23, 11:15) raport | Thomas Ereú 22 pkt          |

| Poz.                 | Nr | Zawodnik             | 1           | 2           | 3           | 4           | 5           | Pkt |
| -------------------- | -- | -------------------- | ----------- | ----------- | ----------- | ----------- | ----------- | --- |
| R                    | 1  | Cosme Prenafeta      | 1 wskładzie | 1 wskładzie | 1 wskładzie | 1 wskładzie | 1 wskładzie |     |
| A                    | 2  | Milan Vasić          | 1 wskładzie | 1 wskładzie | 1 wskładzie | 1 wskładzie | 1 wskładzie | 18  |
| P                    | 6  | Péter Veres          | 1 wskładzie | 1 wskładzie | 1 wskładzie | 1 wskładzie | 1 wskładzie | 25  |
| Ś                    | 7  | Mike van de Goor     | 1 wskładzie | 1 wskładzie | 1 wskładzie | 1 wskładzie | 1 wskładzie | 9   |
| P                    | 15 | Giuseppe Patriarca   | 1 wskładzie | 1 wskładzie | 1 wskładzie | 1 wskładzie | 1 wskładzie | 14  |
| Ś                    | 16 | Juan José Salvador   | 1 wskładzie | 1 wskładzie | 1 wskładzie | 1 wskładzie | 1 wskładzie | 4   |
| L                    | 18 | Manolo Berenguel     | L           | L           | L           | L           | L           |     |
| Zmiany               |    |                      |             |             |             |             |             |     |
| P                    | 9  | Israel Rodríguez     |             | 2 zmiana    |             | 4 pusty     | 4 pusty     |     |
| Ś                    | 10 | Reinaldo Alves       | 2 zmiana    |             | 2 zmiana    | 4 pusty     | 4 pusty     | 1   |
| A                    | 13 | José Antonio Casilla |             | 2 zmiana    |             | 4 pusty     | 4 pusty     | 2   |
| Nie weszli na boisko |    |                      |             |             |             |             |             |     |
| Ś                    | 5  | Carlos Carreño       |             |             |             | 4 pusty     | 4 pusty     |     |
| P                    | 11 | Óscar Rodríguez      |             |             |             | 4 pusty     | 4 pusty     |     |
| Trener               |    |                      |             |             |             |             |             |     |
| Piero Molducci       |    |                      |             |             |             |             |             |     |

| Poz.                 | Nr | Zawodnik               | 1           | 2           | 3           | 4           | 5           | Pkt |
| -------------------- | -- | ---------------------- | ----------- | ----------- | ----------- | ----------- | ----------- | --- |
| P                    | 5  | Gastón Giani           | 1 wskładzie | 1 wskładzie | 1 wskładzie | 1 wskładzie | 1 wskładzie | 12  |
| R                    | 6  | Jordi Gens             | 1 wskładzie | 1 wskładzie | 1 wskładzie | 1 wskładzie | 1 wskładzie | 3   |
| A                    | 7  | José Luis Martell      | 1 wskładzie | 1 wskładzie | 1 wskładzie | 1 wskładzie | 1 wskładzie | 17  |
| Ś                    | 9  | Phil Eatherton         | 1 wskładzie | 1 wskładzie | 1 wskładzie | 1 wskładzie | 1 wskładzie | 6   |
| P                    | 14 | Thomas Ereú            | 1 wskładzie | 1 wskładzie | 1 wskładzie | 1 wskładzie | 1 wskładzie | 22  |
| Ś                    | 18 | Fredy Cedeño           | 1 wskładzie | 1 wskładzie | 1 wskładzie | 1 wskładzie | 1 wskładzie | 16  |
| L                    | 3  | Mário Júnior           | L           | L           | L           | L           | L           |     |
| Zmiany               |    |                        |             |             |             |             |             |     |
| A                    | 8  | Francisco Luna Piñeda  |             | 2 zmiana    | 2 zmiana    | 2 zmiana    | 2 zmiana    | 1   |
| Nie weszli na boisko |    |                        |             |             |             |             |             |     |
| R                    | 1  | Néstor Justo Fernández |             |             |             | 4 pusty     | 4 pusty     |     |
| P                    | 10 | José Luis Lobato       |             |             |             | 4 pusty     | 4 pusty     |     |
|                      | 11 | Antonio Cotrino        |             |             |             | 4 pusty     | 4 pusty     |     |
|                      | 12 | Javier Hernández Mora  |             |             |             | 4 pusty     | 4 pusty     |     |
| Trener               |    |                        |             |             |             |             |             |     |
| Flavio Calafell      |    |                        |             |             |             |             |             |     |

## Statystyki meczowe
| ALM | STATYSTYKI        | ARO |
| 99  | MAŁE PUNKTY       | 110 |
| 61  | ATAK              | 52  |
| 8   | BLOK              | 18  |
| 4   | SERWIS            | 7   |
| 26  | BŁĘDY PRZECIWNIKA | 33  |